# Daniela Gattelli
Daniela Gattelli (Lugo, 19 novembre 1975) è un'ex pallavolista ed ex giocatrice di beach volley italiana.

## Palmarès

### Pallavolo

#### Club
- Coppa Italia di Serie A2: 1

1997-98

### Beach volley

#### Competizioni nazionali
- Campionato italiano Barletta 1997 (con Lucilla Perrotta)
- Campionato italiano Lido di Ostia 2006 (con Lucilla Perrotta)
- Campionato italiano Vasto 2008 (con Lucilla Perrotta)

#### Competizioni internazionali
- Campionati europei Riccione 1997 (con Lucilla Perrotta)
- Campionati europei Basilea 2002 (con Lucilla Perrotta)
- Campionati europei Alanya 2003 (con Lucilla Perrotta)
- Campionati europei Timmendorfer Strand 2004 (con Lucilla Perrotta)